# Bristol Blenheim Speedster
La Blenheim Speedster è un'autovettura prodotta dalla Bristol dal 2002 al 2011.
Tecnicamente il modello era basato sulla Blenheim, anche se possedeva una carrozzeria completamente diversa. La Blenheim Speedster era ispirata anche ad un prototipo  degli anni cinquanta che era chiamato Bullet. La Blenheim Speedster è stata assemblata a mano in pochi esemplari, e la sua produzione si è conclusa con il fallimento della casa automobilistica nel marzo 2011.

## Il modello predecessore: la Bullet
La Bristol Cars nacque nel 1947 da un accordo tra l'azienda aeronautica Bristol Aeroplane Company (che aveva una esuberanza di forza lavoro al termine della seconda guerra mondiale) con la casa automobilistica AFN Ltd (produttrice delle Frazer Nash), e iniziò l'attività con la produzione della 400, un'auto ispirata alla BMW 328. Originariamente la Bristol Cars era una divisione dell'azienda aeronautica citata, e solo in seguito diventò indipendente.
La Blenheim Speedster si basava sulla Bristol Bullet, un prototipo costruito negli anni cinquanta che derivava a sua volta sulla 405. La Bullet venne utilizzata come vettura su cui provare i motori ed i cambi per la 406 e la 407. Questo ruolo di vettura prova lo conservò fino agli anni settanta, dopo di che fu accantonata. All'inizio del XXI secolo la Bristol decise di riutilizzare il progetto della Bullet per elaborare e lanciare la Blenheim Speedster.

## Caratteristiche tecniche
La Blenheim Speedster aveva installato il telaio scatolato della Bristol Blenheim. Questo telaio fu comunque rivisto dalla Bristol prima di essere montato sulla Blenheim Speedster. Le sospensioni anteriori era a doppi bracci trasversali, mentre quelle posteriori erano a ponte rigido con parallelogramma di Watt e molle di torsione.
Il motore installato era un V8 Chrysler da 5,9 L di cilindrata che erogava 400 CV di potenza. Il cambio era un Chrysler automatico a cinque rapporti. La carrozzeria era in alluminio. La calandra invece derivava da quella della Bristol 407.
La Blenheim Speedster non era dotata di parabrezza, bensì di un semplice frangivento alto 20 cm. L'abitacolo era protetto dal maltempo grazie ad una copertura che si poteva allungare sopra i sedili. Inizialmente il modello era roadster a due posti, ma dal 2009 sono stati costruiti esemplari che potevano ospitare quattro passeggeri.
La Blenheim Speedster era 30 cm più corta e 300 kg meno pesante della Blenheim. L'accelerazione da 0 a 100 km/h era di 5,2 secondi, mentre la velocità massima raggiunta era di 257 km/h.
Il prezzo di vendita era di circa 160.000 sterline (approssimativamente 190.000 euro).